# Striemouchowo-Bobrik
Striemouchowo-Bobrik (ros. Стремоухово-Бобрик) – wieś (ros. село, trb. sieło) w zachodniej Rosji, w sielsowiecie wyszniedieriewienskim rejonu lgowskiego w obwodzie kurskim.

## Geografia
Miejscowość położona jest nad Bobrikiem (lewy dopływ Rieuta w dorzeczu Sejmu), 12 km od centrum administracyjnego sielsowietu (Wysznije Dieriewieńki), 22 km na południowy wschód od centrum administracyjnego rejonu (Lgow), 56 km na południowy zachód od Kurska.
We wsi znajduje się 115 posesji.
Klimat
Miejscowość, jak i cały rejon, znajduje się w strefie klimatu kontynentalnego z łagodnym ciepłym latem i równomiernie rozłożonymi opadami rocznymi (Dfb w klasyfikacji klimatów Köppena).

## Demografia
W 2010 r. wieś zamieszkiwało 140 osób.